# Syrphoctonus cressonii
Syrphoctonus cressonii là một loài tò vò trong họ Ichneumonidae.